# Buais
Buais – miejscowość i dawna gmina we Francji, w regionie Kraj Loary, w departamencie Maine i Loara. W 2013 roku jej populacja wynosiła 528 mieszkańców. 
W dniu 1 stycznia 2016 roku z połączenia dwóch ówczesnych gmin – Buais oraz Saint-Symphorien-des-Monts – utworzono nową gminę Buais-les-Monts. Siedzibą gminy została miejscowość Buais. 